# Троицкий собор (Галич)
Собор Троицы Живоначальной (Троицкий собор) — православный храм в городе Галиче Костромской области, кафедральный собор Галичской епархии Русской православной церкви. Сооружён в 1839—1859 годы в стиле позднего классицизма. До 1919 года был собором Николаевского Староторжского монастыря и являлся самым большим храмом Костромской губернии. Ныне является самым крупным храмом Галичской епархии и архитектурной доминантой Галича.

## История

### Строительство

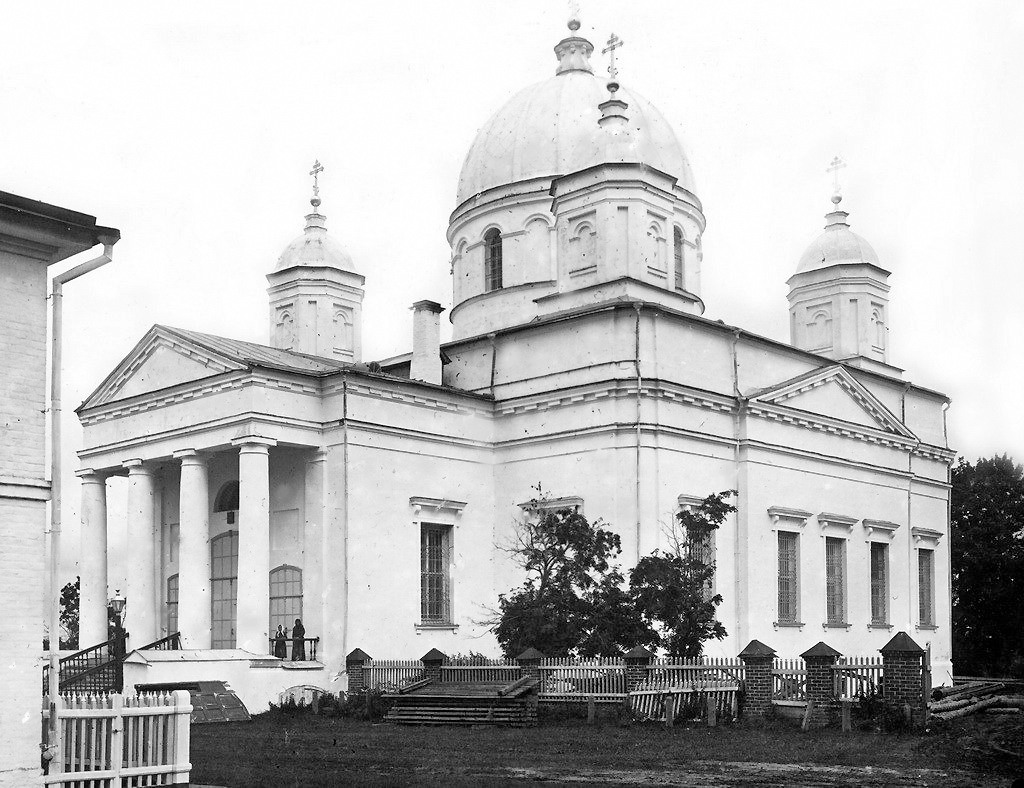
Собор в начале XX века

В 1838 года настоятельница Николаевского Староторжского монастыря игуменья Таисия приняла решение о возведении каменного храма — собора Святой Троицы. Первоначальный проект здания был разработан членом губернской строительной комиссии инженером Львовым, после чего чертежи, «дабы предать более благовидности и правильности в архитектуре», были существенно переработаны в Комиссии проектов и смет Главного управления путей сообщений и публичных зданий Петербурга. Подрядчиком выступил крестьянин Нижегородской губернии Павел Гурьянович Трухин. Строительство растянулось на двадцать лет, с 1839 по 1859 год. Собор имел три престола: в честь Животворящей Троицы, в честь Покрова Божией Матери и в честь свт. Николая Чудотворца.

### Советский период
В начале 1919 года монастырь был закрыт, а в его зданиях разместился большой детский дом, который существовал на этом месте до 1962 года. В 1936 году Троицкий собор лишился крестов, четырёх глав. В его помещении собора была оборудована вторая в городе паросиловая электростанция, которая стала эксплуатироваться с 1939 года. С присоединением Галича к единой государственной энергосистеме эта станция в 1963 году была закрыта, а в здании храма была устроена котельная педучилища. В советское время были разрушены малые главы собора. За советский период здание собора утонуло на несколько метров в хламе и грязи.

### Реставрация

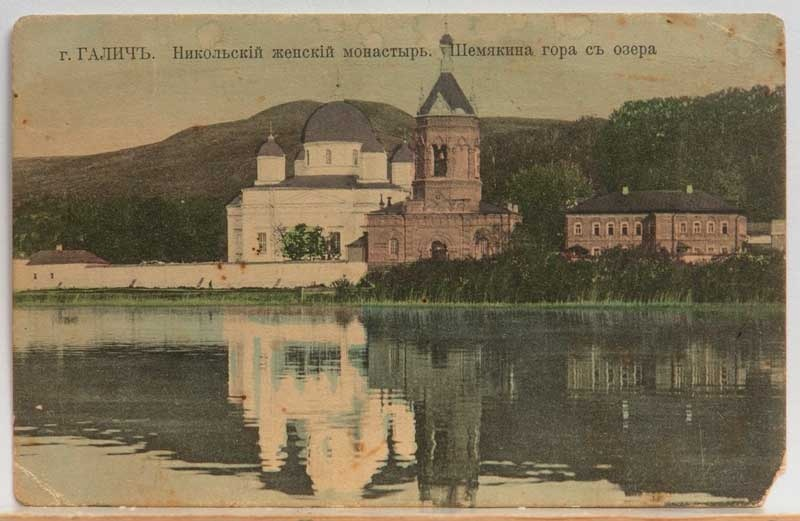
Вид на собор в начале XX века

Вид на собор в 2001 году

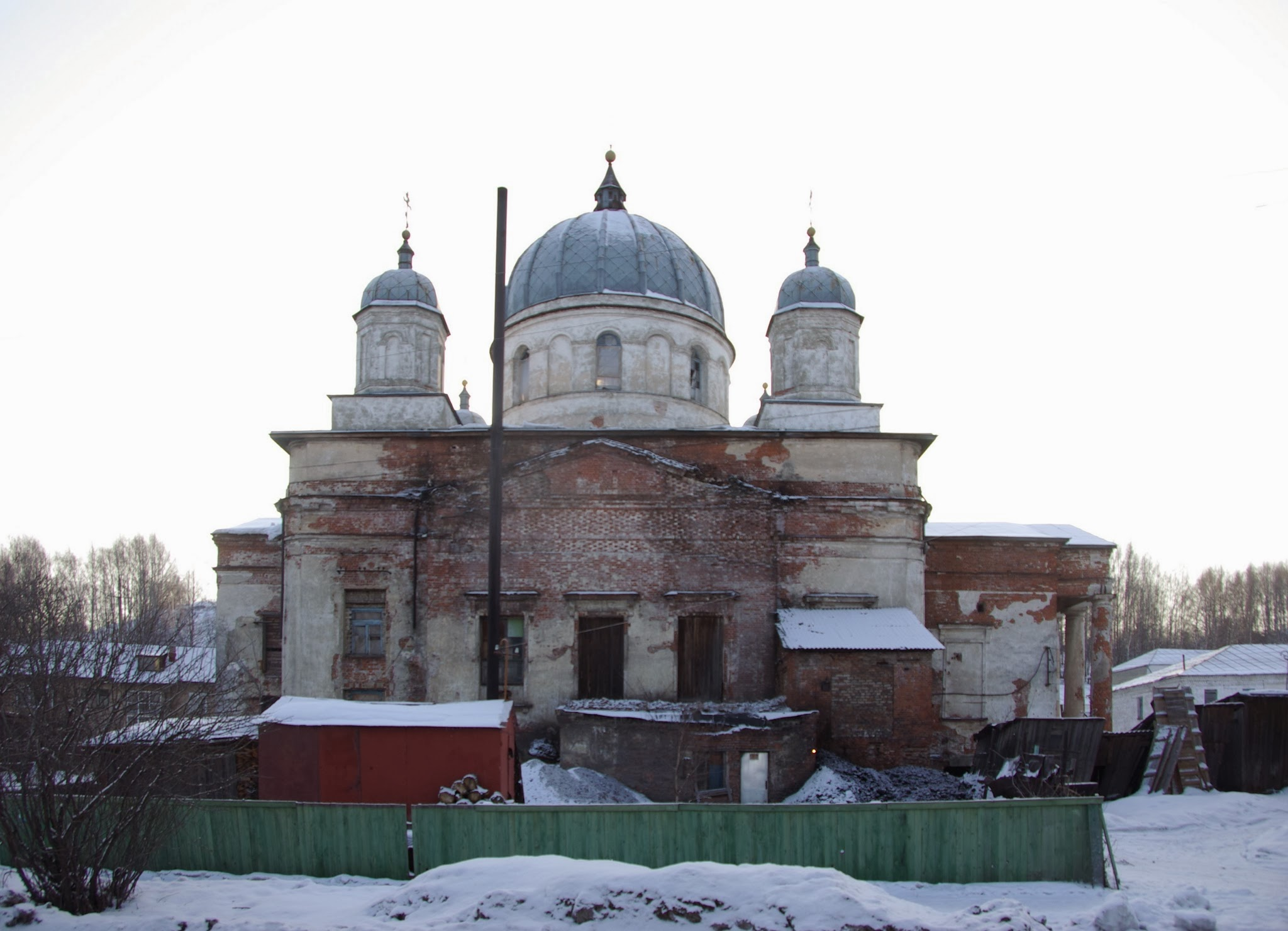
Собор в феврале 2014 года

В 1990-х годы была начала реставрация собора, в ходе которой были восстановлены малые главы собора. Тем не менее, реставрация не была завершена, а собор не был возвращён церкви.
8 февраля 2017 года осмотрели собор и обсудили ход восстановительных работ подрядчики, приступившие к ремонтным работам, глава Галича и представители городской администрации, духовенство Галичской епархии, сотрудники надзорных организаций. Финансирование работ осуществлялось в рамках проекта «Историческая память». Курирует это направление член Совета Федерации от Костромской области Михаил Козлов.
25 февраля 2017 года в Троицком соборе епископ Галичский и Макарьевский Алексий (Елисеев) в сослужении благочинного Галичского округа протоиерея Александра Шастина совершил водосвятный молебен на обновление и начало реставрационно-восстановительных работ будущего кафедрального собора Галичской епархии. К тому времени вокруг собора были установлены строительные леса и велись работы по выемке и демонтажу новодельных конструкций, нарушавших исторический облик собора и препятствующих началу реставрационных работ. Финансирование работ было осуществлено по Федеральной целевой программе «Культура России — Историческая Память»
В первых числах мая того же года, сразу, как только был закончен отопительный сезон, администрацией города началось отключение и разбор оборудования котельной. Часть этого оборудования находилась в пристройке, примыкавшей к западной стене здания, другая — в помещении самого храма. Это не позволяло подрядчикам вести наружные отделочные работы и закончить установку перекрытий между цокольным этажом и главным пространством по всей площади храма. К концу мая демонтаж котельной был завершён и полным ходом развернулись работы внутри храма, на стенах и на кровле.
В июне того же годы начались работы по золочению куполов нитридом титана. К 17 июля были уже позолочены 4 малых купола собора, и велось золочение центрального купола.
31 июля того же года «Галичские известия» писали: «Очищенный от уродливых „наростов“ советского времени, буквально выкопанный из грунта, за сотню лет приземлившего строение на несколько метров, он словно воспарил над землей. Он теперь кажется таким огромным, мощным. В центральном пространстве храма столько воздуха и света, что замирает сердце».
9 августа 2017 года на куполах Троицкого собора установили золочёные кресты (четыре малых и один большой — на главный купол), изготовленные в Санкт-Петербурге предприятием ООО «Метал Века» по оригинальным чертежам.
После этого начались работы по обустройству внутреннего пространства в Троицком соборе. На поверхности оштукатуренных стен время от времени проступали чёрные смоляные пятна мазута, который в советское время хранился в храме.
К августу 2018 года был завершён монтаж оконных и дверных блоков во всех помещениях собора. Все оконные и дверные коробки были выполнены из лиственницы. На окнах установлены решётки.
В январе 2022 года уже можно было лицезреть колокольню во всей её красе.